# 寬元
寬元（1243年二月二十六日至1247年二月二十八日）是日本的年號之一。這個時代的天皇是後嵯峨天皇與後深草天皇，由後嵯峨上皇自1246年始實施院政。鎌倉幕府征夷大將軍為藤原賴經與藤原賴嗣、執權為北條經時與北條時賴。

## 改元
- 仁治四年二月二十六日（1243年3月18日）改元寬元
- 寬元五年二月二十八日（1247年4月5日）改元寳治

## 出處
《宋書》

## 紀年、西曆、干支對照表
| 寬元       | 元年   | 二年   | 三年   | 四年   | 五年   |
| 儒略曆日期 | 1243年 | 1244年 | 1245年 | 1246年 | 1247年 |
| 干支       | 癸卯   | 甲辰   | 乙巳   | 丙午   | 丁未   |